# Fleiding
Fleiding är ett berg i Österrike.   Det ligger i distriktet Kitzbühel och förbundslandet Tyrolen, i den centrala delen av landet, 300 km väster om huvudstaden Wien. Toppen på Fleiding är 1 732 meter över havet.
Terrängen runt Fleiding är bergig söderut, men norrut är den kuperad. Närmaste större samhälle är Wörgl, 17,3 km nordväst om Fleiding. 
I omgivningarna runt Fleiding växer i huvudsak blandskog. Runt Fleiding är det ganska tätbefolkat, med 52 invånare per kvadratkilometer.